# Espo
Il progetto Espo, l'oleodotto Siberia orientale-Oceano Pacifico, prevede la creazione di un oleodotto che metterà in congiunzione la città di Taishet, nella regione russa di Irkutsk, a Kozmino, sulla costa del Pacifico, per consentire il trasferimento del greggio dei giacimenti siberiani verso i mercati asiatici, in particolare quello giapponese.
Le condutture copriranno una distanza di 4.700 chilometri, rendendo l'Espo la più estesa infrastruttura petrolifera del mondo.
La prima parte dell'opera, tra Taishet e Skovorodino è stata completata. La seconda, da Skovorodino a Kozmino, dovrebbe concludersi nel 2013.
Il progetto prevede anche una diramazione meridionale, che attraverso Mohe, al confine russo-cinese, raggiungerà il terminal petrolifero di Daqing, nella provincia di Heilongjiang, divenuto ormai un centro strategico di primo piano dello sviluppo cinese.
Il ramo dell'oleodotto che si stacca dall'Espo per raggiungere la frontiera cinese e da qui arrivare a Daqing è lungo circa 70 chilometri. La sua capacità, secondo gli accordi sottoscritti dal premier russo Vladimir Putin e da quello cinese Wen Jiabao nel quadro del terzo Forum economico russo-cinese, sarà di 15 milioni di tonnellate all'anno. La costruzione dell'oleodotto ha coinvolto la società russa Transnfet, che ha il monopolio degli oleodotti russi, e la grande compagnia statale cinese gas-petrolifera CNPC. I lavori per la diramazione cinese sono iniziati ad aprile 2009, quando Mosca e Pechino si sono accordate su un maxi-prestito da parte cinese da 25 miliardi di dollari, da ripagare attraverso le forniture di greggio. L'intesa ha posto fine a 14 anni di negoziati tra i due Paesi, iniziati nel 1996 dal presidente russo Boris Yeltsin e protrattisi per quasi tre lustri a causa dell'alternarsi di ritardi e ostacoli di natura tecnica, politica ed economica.